# Fontarcada
Fontarcada oder Fonte Arcada ist eine Gemeinde im Norden Portugals.

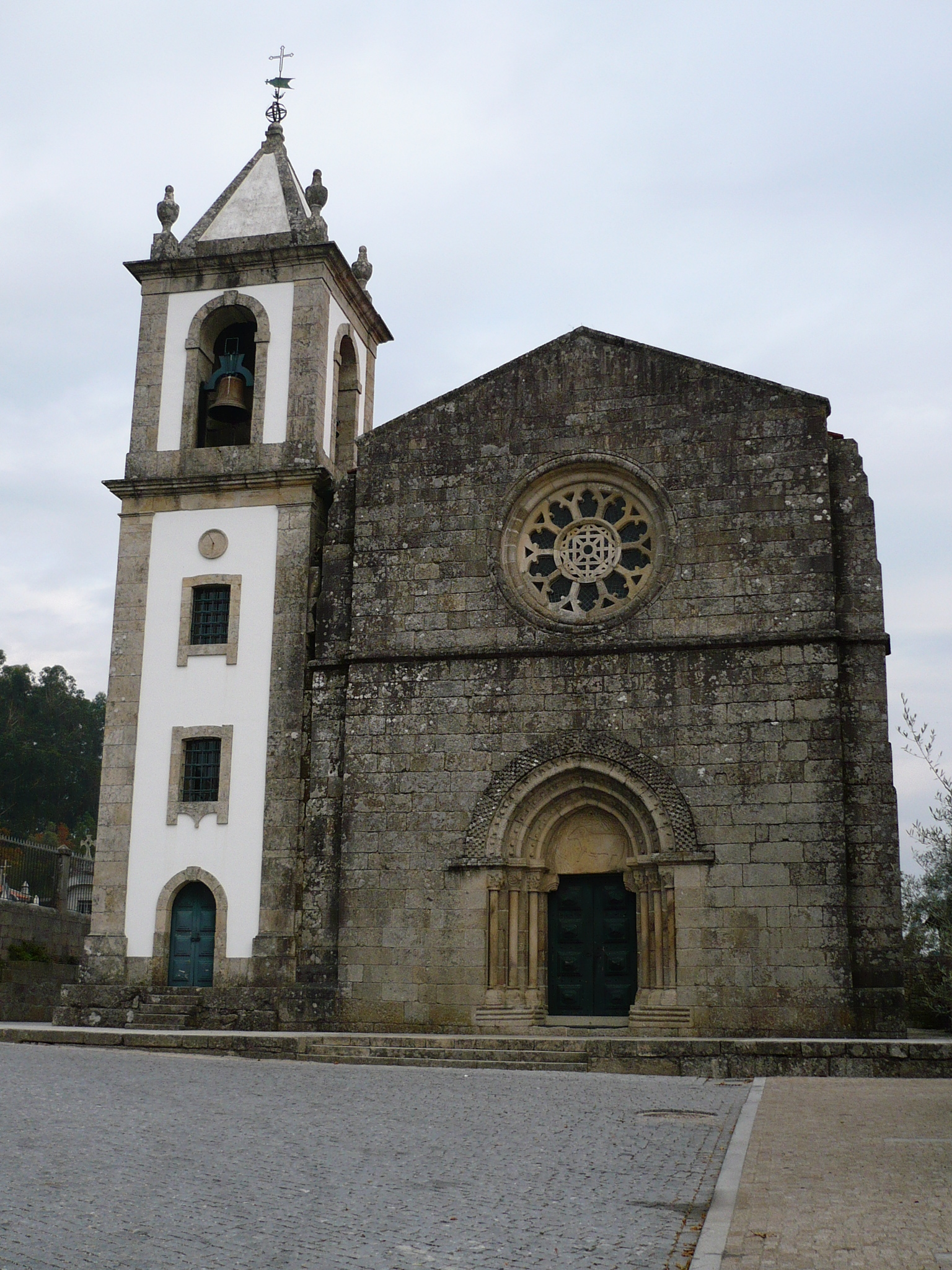
Kirche von Fontarcada

Fonte Arcada gehört zum Kreis Póvoa de Lanhoso im Distrikt Braga, besitzt eine Fläche von 5,9 km² und hat 1274 Einwohner (Stand 30. Juni 2011).

## Bauwerke
- Kirche von Fontarcada